# Corticortisone
Le corticortisone est un glucocorticoïde aux propriétés anti-inflammatoires et immunosuppresseur.